# デジレ・ドンデイヌ
デジレ・ルイ・コルネイユ・ドンデイヌ（Désiré Louis Corneille Dondeyne、1921年7月20日 - 2015年2月12日）は、フランスの指揮者、作曲家。

## 人物・来歴
エーヌ県ランに生まれ、リールの国立地方音楽院でフェルディナン・キャペル（Ferdinand Capelle）にクラリネットを師事し、14歳でソルフェージュ、17歳でクラリネットのプルミエ・プリを得た。その後、パリ音楽院でオーギュスト・ペリエ（Auguste Périer）のクラスで学んだ。1939年にフランス空軍軍楽隊に入隊し、パリ解放後に再びパリ音楽院に戻って、1945年にクラリネットのプルミエ・プリを得ると、1945年から1951年にかけてジャン・ギャロンに和声、ノエル・ギャロンにフーガと対位法、トニー・オーバンに作曲、オリヴィエ・メシアンにアナリーゼを学び、それぞれでプルミエ・プリを得ている。
1953年に除隊し、1954年7月にパリ警視庁吹奏楽団の指揮者に就任、1979年に退くまで同楽団の黄金期を築いた。1980年から1986年までイシー＝レ＝ムリノーのニデルメイエール音楽院（fr:Conservatoire à rayonnement départemental d'Issy-les-Moulineaux）の院長に就いた。
パリ警視庁吹奏楽団時代にはレコーディングにも積極的に取り組み、小品集からベルリオーズの「葬送と勝利の大交響曲」のような大曲に至るまで、100を超える録音を行っている。
作曲家として自ら作曲するだけでなく、作曲の委嘱も行い、さらに吹奏楽編曲や校訂、他の作曲家の作品のオーケストレーションも数多く手がけた。